# آرثر لويس (لاعب كريكت)
آرثر لويس (بالإنجليزية: Arthur Lewis)‏ (1830 - 1907 في أستراليا) هو لاعب كريكت أسترالي. لعب مع فريق فكتوريا للكريكت.

## وصلات خارجية
- آرثر لويس على موقع إي آس بي آن كريك إنفو (الإنجليزية)